# Spider-Man: Edge of Time
Spider-Man: Edge of Time (с англ. — «Человек-паук: Грань Времени») — игра издателя Activision, разработанная Beenox. Сюжет написан Питером Дэвидом, а геймплейно игра представляет собой систему «что-то сделал — получил последствия», в которой действия одного Человека-паука будут влиять на другого, и наоборот. Игра вышла в свет 4 октября 2011 года. Информация о игре была объявлена на WonderCon, 2 апреля 2011 года. Это третья игра о Человеке-пауке, после Spider-Man: Shattered Dimensions и Spider-Man: Friend or Foe, которую разрабатывает студия Beenox, это решение было принято Activision, чтобы в будущем сделать Beenox разработчиком всех последующих игр о Человеке-пауке.

## Сюжет
2099 год. Мигель О’Хара — Человек-паук из будущего — узнаёт, что новый учёный корпорации «Алхемакс» — Уокер Слоун — создаёт в старой лаборатории нереальности портал, открывающий путь сквозь пространство и время, чтобы основать корпорацию в наши дни, используя свои знания технологий будущего. Мигель преследует его до запуска портала, однако О’Хара не успевает остановить Уокера и тот отправляется в прошлое. В результате изменений от рук Слоуна, происходит парадокс — Питер Паркер — Удивительный Человек-паук — в новой реальности является не фотографом «Daily Bugle», а стажёром доктора Отто Октавиуса в корпорации «Алхемакс».
Внезапно в одной из лабораторий «Алхемакс» происходит мощнейший взрыв и Питер, переодевшись в костюм Спайди, пытается найти причину этого происшествия — угрозой оказывается Анти-Веном, который попал под контроль Уокера и его сообщника — напарника Питера — Отто Октавиуса. Питер получает сквозь время и пространство сообщение от Мигеля, который просит Удивительного Человека-паука не лезть в бой без плана. Но герой решает, что ему не нужна помощь и участвует в сражении с Анти-Веномом, который едва не убивает Спайди, которого спасает Паук 2099, помещая того в специальную крио-камеру для исцеления.
Питер успешно восстанавливает свои сверх-силы и, вместе с Мигелем, ему удаётся победить Анти-Венома и Уокера, но симбиот вдруг сливается с Отто, превращая его в Анти-Осьминога. Вместе люди-пауки одерживают победу над Анти-Осьминогом, которого засасывает в портал, который он же со Слоуном создал. Реальность вновь возвращается в «прежнее русло»: Питер снова фотограф «Daily Bugle», а Мигель — учёный в «Алхемакс», которая была создана также как и в прошлый раз: в 2090-е годы. Люди-Пауки летают на паутине по своему Нью-Йорку и рассказывают друг другу о том, что путешествия во времени — небезопасное дело.
В сцене после титров показан Хрюша-Паук, заключённый в одной из камер «Алхемакс».

## Персонажи
| Удивительная / Обновлённая вселенная | Вселенная 2099                                                                                             |
| --- | --- |
| - Питер Паркер / Человек-паук - Эдди Брок / Веном / Анти-Веном - Мэри Джейн Уотсон - Джей Джона Джеймсон - Отто Октавиус / Доктор Осьминог | - Мигель О’Хара / Человек-паук 2099 - Уокер Слоун - Фелиция Харди / Чёрная кошка 2099 - Хрюша-паук (камео) |

↑ Только для Nintendo DS.

## Разработка и маркетинг
Компания Марвел выложила первый трейлер и 10 скриншотов из игры на своём сайте 4 апреля 2011 года. Покупатели, которые сделали предзаказ игры на сайте GameStop, получат доступ к альтернативному костюму из сюжета Бесконечный Кризис, а те, кто сделали предзаказ на сайте Amazon.com, получат ключ к разблокировке костюма Человека-паука из Future Foundation. Костюмы доступны для консолей Xbox 360 и PlayStation 3.

## Роли
- Джош Китон в роли Человека-паука. Он ранее также озвучивал этого персонажа в мультфильмах и играх, таких как: Новые приключения Человека-Паука, Marvel Super Hero Squad, Marvel Super Hero Squad: The Infinity Gauntlet и Marvel vs. Capcom 3: Fate of Two Worlds, а также он озвучил Ultimate Человека-паука в Shattered Dimensions[13].
- Кристофер Даниэл Барнс в роли Человека-паука 2099. Ранее он озвучивал Паука в мультсериале Человек-паук. А также он был голосом Нуарного Человека-паука в Shattered Dimensions[13].
- Вэл Килмер в роли доктора Уокера Слоуна, главного злодея игры[14].
- Лора Вандерворт в роли Мэри Джейн Уотсон[14].
- Кэти Сакхофф в роли Чёрной кошки 2099[14].
- Стивен Блум в роли Анти-Венома.

## Оценки
| Сводный рейтинг       | Сводный рейтинг                                             |
| Агрегатор             | Оценка                                                      |
| --------------------- | ----------------------------------------------------------- |
| GameRankings          | PS3: 61,96 % X360: 61,69 %                                  |
| Metacritic            | 3DS: 50/100 DS: 50/100 PS3: 58/100 WII: 62/100 X360: 57/100 |
| Иноязычные издания    |                                                             |
| Издание               | Оценка                                                      |
| Destructoid           | 5/10                                                        |
| Game Informer         | 6,5/10                                                      |
| GameSpot              | 6/10                                                        |
| GamesRadar+           | [ 25 ]                                                      |
| IGN                   | 4,5/10                                                      |
| Nintendo Life         | (3DS)                                                       |
| Nintendo World Report | 4,5/10 (3DS) 6/10 (DS)                                      |
| Русскоязычные издания |                                                             |
| Издание               | Оценка                                                      |
| PlayGround.ru         | 5,1/10                                                      |

Spider-Man: Edge of Time получила смешанные отзывы на всех платформах, согласно агрегатору рецензий Metacritic.